# Berufsbildungszentrum Alytus

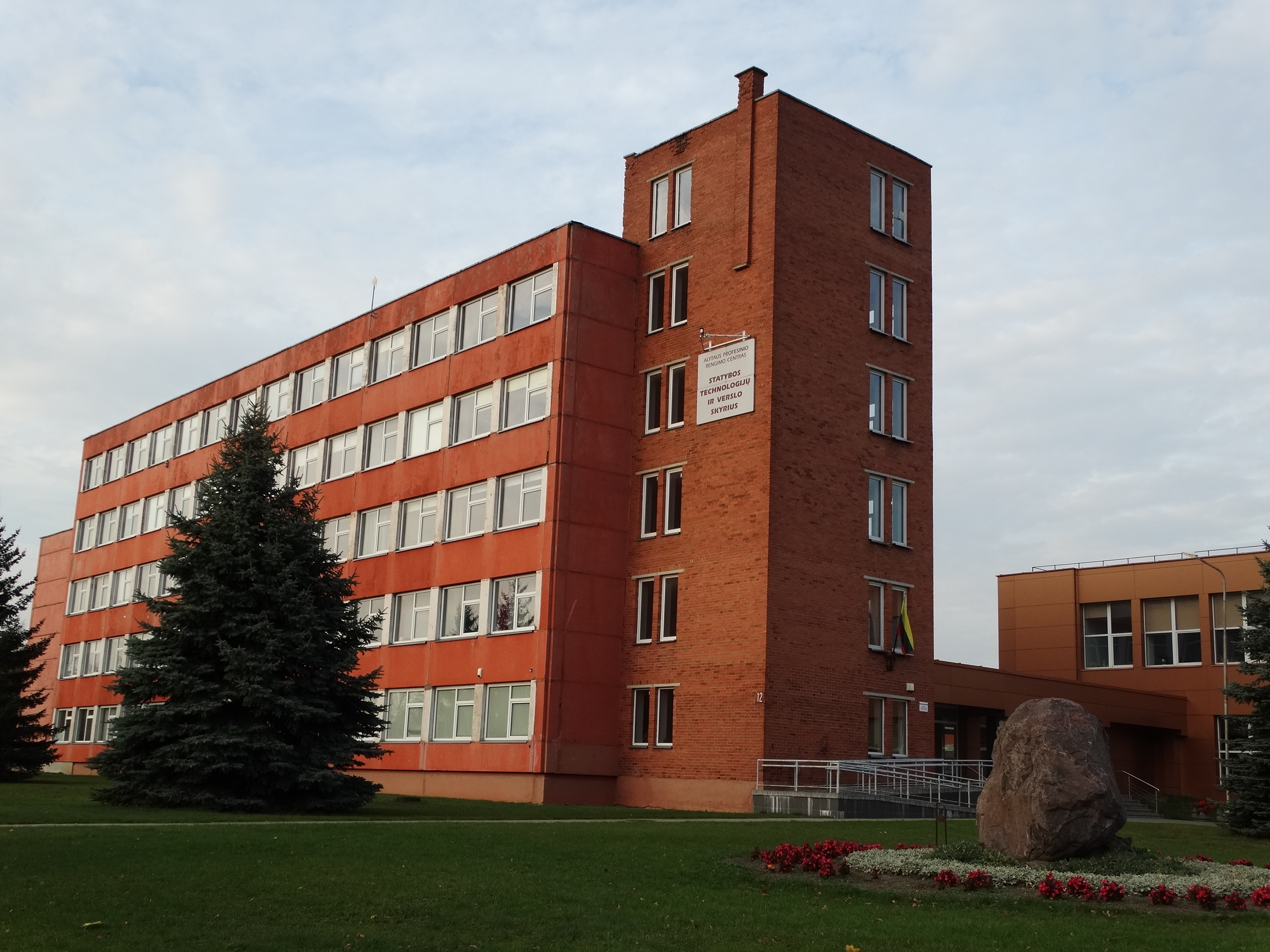
Hauptgebäude des Bildungszentrums

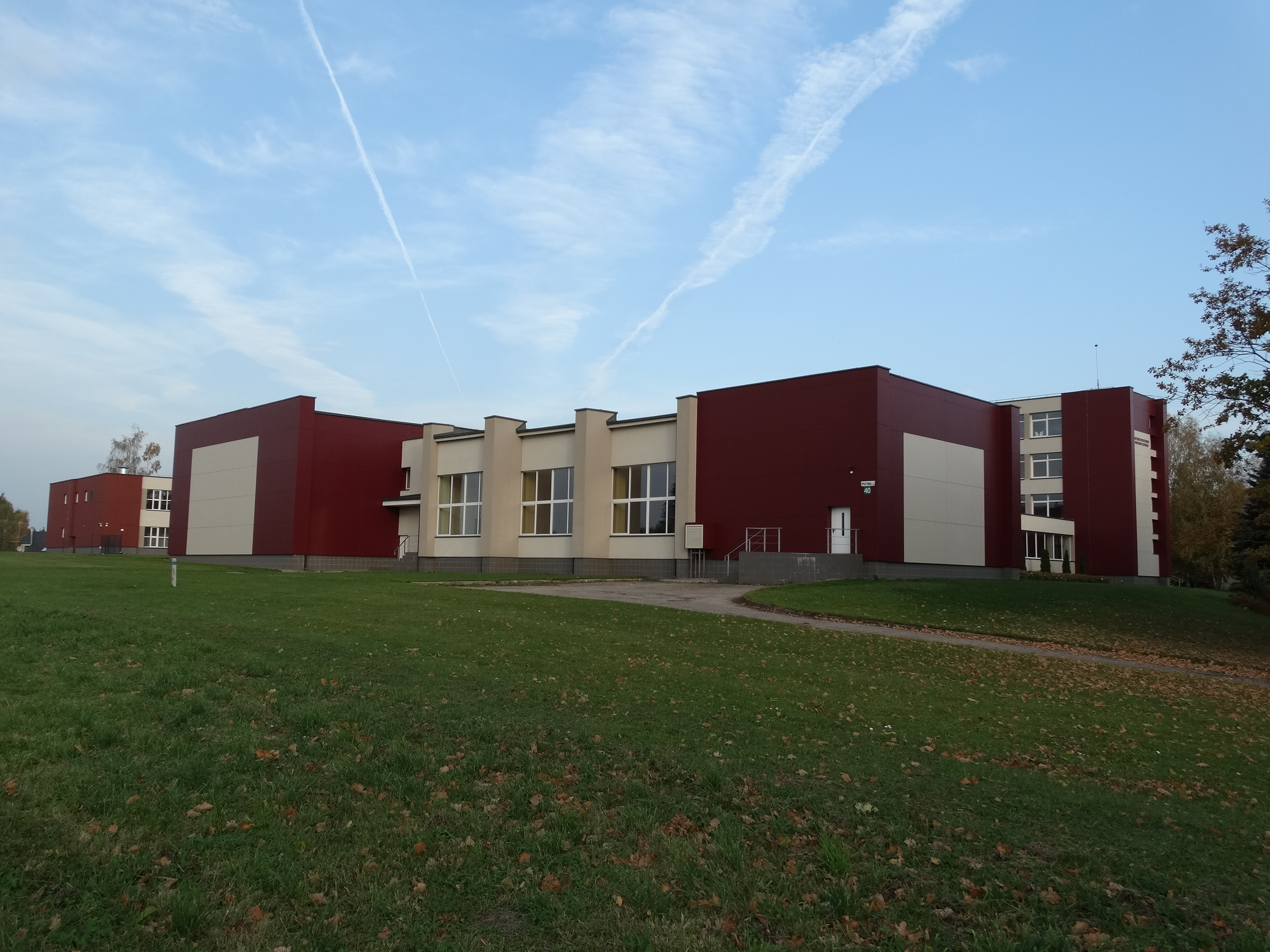
Anderes Gebäude des Zentrums

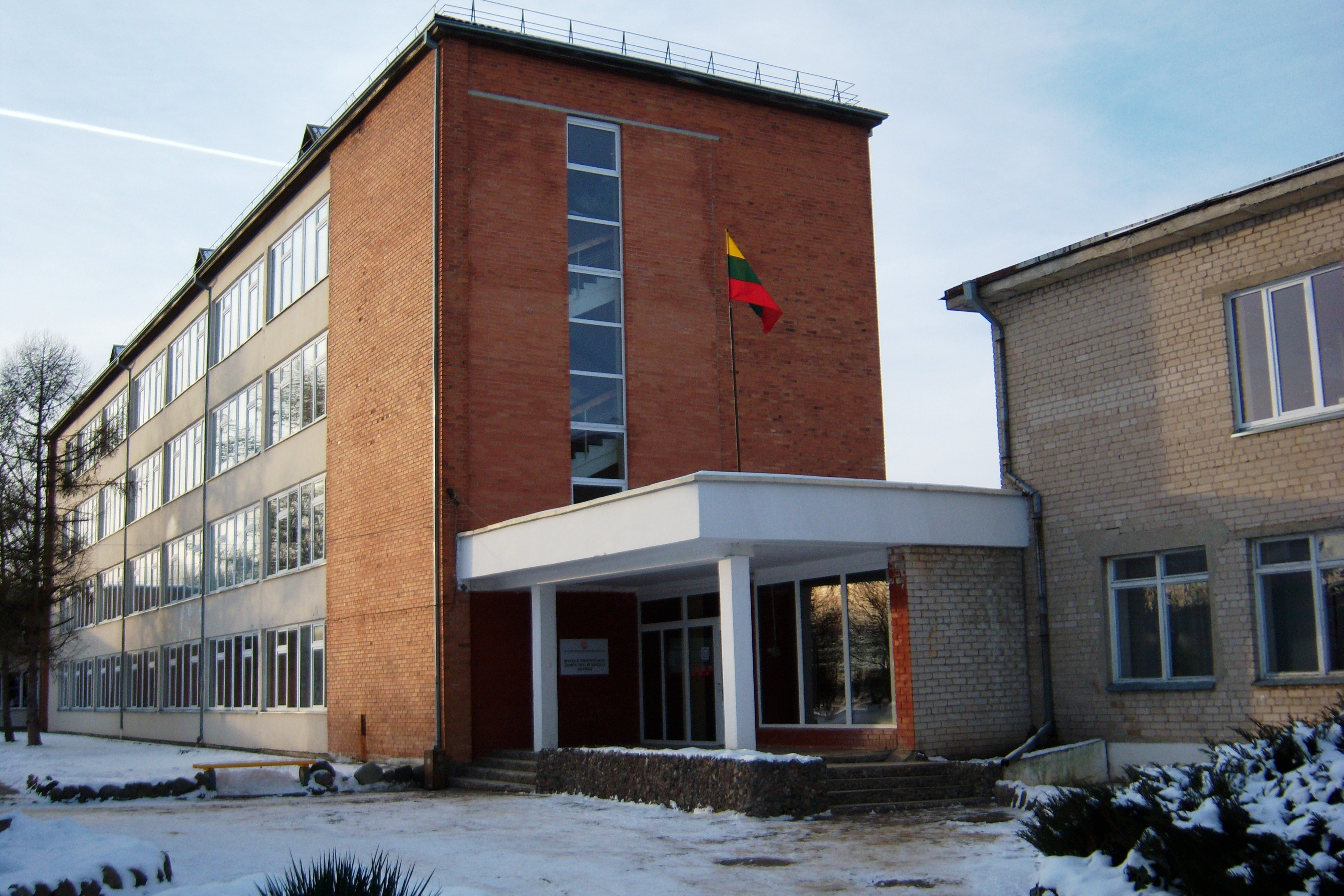
Abteilung in Balbieriškis bei Prienai

Das Berufsbildungszentrum Alytus (lit. Alytaus profesinio rengimo centras, Alytaus PRC) ist eine regionale Berufsschule mit berufsbildenden  und allgemeinbildenden, gymnasialen Abteilungen und Filialen  in der  litauischen Stadt  Alytus. Es gibt eine staatlich anerkannte Fahrschule. In Balbieriškis (Rajongemeinde Prienai) gibt es  Mykolas-Krupavičius-Landwirtschafts- und Business-Abteilung. 2014  besuchten 1700 Schüler die Schule. 2008 wurden 700 Schüler aufgenommen. Es gibt 303 Mitarbeiter (Juni 2013), davon  144 Pädagogen (2008).

## Geschichte
Das heutige Berufsbildungszentrum wurde am 30. März 2004 vom Bildungsministerium Litauens gegründet. Davor gab es drei einzelne Berufsschulen: Industrie- und Handelsschule Alytus (Alytaus pramonės ir prekybos mokykla), Schneiderschule Alytus (Alytaus siuvėjų mokykla) und Baufachschule Alytus (Alytaus statybininkų mokykla).   Juni 2005 wurde das Zentrum der Mechatronik errichtet. Seit September 2008 gibt es die Gymnasiale Abteilung des Berufsbildungszentrums Alytus (lit. Alytaus profesinio rengimo centro Gimnazijos skyrius). 2018 beschloss das Ministerium für Bildung, Wissenschaft und Sport der Republik Litauen, die Jugendschule Alytus aufzulösen und die Lehrklassen in das Berufsbildungszentrum zu integrieren. Am 17. März 2020 wurden die Erwachsenen- und Jugendklassen am Berufsbildungszentrum Alytus gegründet.

## Sekundarbildung
Das Bildungszentrum hat auch den Status eines (Erwachsenen)-Gymnasiums (lit. Gimnazijos tipo suaugusių gimnazija). Hier werden die Schüler auch in die 8., 9. und 10. Klassen der Allgemeinbildung aufgenommen. Für Erwachsene gibt es die Hauptschul- und Sekundarbildungsprogramme der Stufe II. Die Schüler aus den allgemeinbildenden Schulen können die gymnasialen Klassen I-IV (9–12) besuchen, sich in verschiedenen Berufsarbeitsaktivitäten versuchen und die Module der Berufsbildungsprogramme während des nachschulischen Unterrichts absolvieren.
Die Schüler, die die 8. Klasse abgeschlossen haben und einen Gesamtnotendurchschnitt von 6 Punkten oder höher haben, können den Hauptschulbildungsgang zusammen mit dem Berufsbildungsgang Friseur/in oder Mechatroniker/in für automatische Anlagen lernen. In 4 Jahren werden die Hauptschul- und Sekundarbildung sowie die berufliche Qualifikation der 4. Stufe erworben.

## Berufe
Man vorbereitet Kellner und Barkeeper, Verkäufer, kommerzielle Unternehmensmanagement-Assistenten, Sekretäre, Zimmerleute, Koche, Dekoratoren, Bauarbeiter (Baumeister), Automechaniker,    Schlosser, Kleinunternehmer, Sozialarbeiter-Assistenten, Maschinenwartungsspezialisten, Schlosser-Werkzeugmacher, Spezialisten der elektrischen Ausrüstung, Autowerkstatt-Arbeiter,  Installateure,  Mechaniker der Industrie, Anlagenbetreiber, Konditoren, Kochmitarbeiter, Handels- und Unternehmens-Marketing-Berater, Arbeiter der  sozialen Pflege, Mauer, Friseure,  Tourismusdienstleistungensanbieter.

## Lehrer
- 1967–1970: Alvydas Baležentis (* 1949),  Politiker, Seimas-Mitglied, Prorektor der Landwirtschaftsakademie, Professor der Mykolas-Romeris-Universität

## Absolventen
- Andrius Bautronis (* 1987), Politiker, Bürgermeister von Raseiniai